# مخزن سد دنیپر
مخزن سد دنیپر (اوکراینی: Дніпровське водосховище) یک سد آبی در استان دنیپروپتروفسک کشور اوکراین است.